# Alf Valentin
Alf Johan Valentin, född 2 augusti 1922 i Nora, död 19 oktober 1996 i Askims församling, var en svensk arkitekt.
Valentin, som var son till folkskollärare Karl Valentin och Alfhild Steenberg, avlade studentexamen i Göteborg 1943 och utexaminerades från Chalmers tekniska högskola 1949. Han var tillsammans med Rune Lund delägare i Lund & Valentin Arkitektkontor AB i Göteborg från 1952.